# Charre
Charre – miejscowość i gmina we Francji, w regionie Nowa Akwitania, w departamencie Pireneje Atlantyckie.
Według danych na rok 1990 gminę zamieszkiwało 260 osób, a gęstość zaludnienia wynosiła 23 osób/km² (wśród 2290 gmin Akwitanii Charre plasuje się na 919. miejscu pod względem liczby ludności, natomiast pod względem powierzchni na miejscu 981.).